# Luigi Zunino
Luigi Zunino (Nizza Monferrato, 24 aprile 1959) è un imprenditore italiano.

## Biografia
Sul finire degli anni Ottanta è iscritto alla Coldiretti come vitivinicoltore. Appassionato di cavalli, non ancora maggiorenne, corre il Palio di Asti. Al termine degli studi, si dedica alla gestione e compravendita di tenute agricole. Alla fine degli anni Ottanta inizia la sua attività con lo sviluppo di aree immobiliari commerciali nel nord Italia fino alla progettazione e alla riqualificazione di tessuti urbani in grandi città italiane. Nascono nei primi anni molteplici ipermercati, costruiti chiavi in mano per conto di Esselunga e Unes.
Entra in Borsa nel 1998, acquisendo in successione le due quotate Bonaparte Spa, a cui conferisce il suo patrimonio di aree di sviluppo, e Aedes, poi ceduta alla De Benedetti & C. Nel 2000 ottiene la maggioranza di Risanamento Napoli e compra l'area di Montecity/Rogoredo, ridenominata poi Milano Santa Giulia, un'estensione di 1.200.000 m2 affidati all'architetto Norman Foster.

### Risanamento SpA
Nel 2002, attraverso la fusione di Bonaparte in Risanamento Napoli, sorge Risanamento SpA di cui diviene azionista di maggioranza (74% circa).
Nel 2003 Risanamento ottiene dal Gruppo Fiat il controllo di IPI SpA.
Nel 2004 tratta la cessione della maggioranza di Ipi a Stefano Ricucci e di un pacchetto di immobili e aree di sviluppo tra cui la Lingotto SpA.
A 44 anni, Zunino diventa il più giovane cavaliere del lavoro. Nel settembre 2004, Risanamento si avventura in una campagna di investimenti in immobili rilevati da SFL, Unibail, gruppo Arnault, gruppo Pinault. Stabilisce la sede della Risanamento francese a Parigi, nell'ottavo Arrondissement, in Avenue Montaigne 17-19, contornata dalle più note firme dell'alta moda e del lusso e dalle grandi società internazionali. Ad inizi 2005 Risanamento, a seguito della dismissione del 65% di IPI SpA e dell'area di Porta Vittoria, rileva l'Area Falck, un sito industriale dismesso di 1.500.000 m2, situato a Sesto San Giovanni, il cui progetto di riqualificazione viene conferito a Renzo Piano.
Zunino viene chiamato «il più furbo dei furbetti», passando indenne dalle inchieste per le scalate su Antonventa-Bnl-Rcs, che abbattono Danilo Coppola e Stefano Ricucci. Da quella stagione esce più forte e ricco di prima, con un pacchetto di azioni Mediobanca e, quindi, un posto nel consiglio di sorveglianza del tempio della finanza italiana. A differenza di altri immobiliaristi rampanti, gli viene attribuita più furbizia e meno rampantismo. E una grande visione progettuale nel avvalersi di urbanisti e architetti di fama mondiale. È veloce nell'approfittare delle occasioni, anche quando c'è da riposizionarsi.
Nel 2006, all'apice della propria crescita nell'ambito dei progetti architettonici e urbanistici (Zunino, li definisce "i progetti urbanistici più ambiziosi mai visti in Italia dal dopoguerra"), Risanamento è sponsor principale della 10ª Biennale di Architettura di Venezia.
Nel 2007, coltivando l'ambizione di investire nelle più prestigiose location internazionali, Risanamento entra in possesso un prestigioso immobile in 660 Madison Avenue, la zona più esclusiva di Manhattan.
A fine 2007, Zunino al culmine del suo successo risulta:
- Presidente e Amministratore Delegato Risanamento SpA
- Amministratore Delegato Milano Santa Giulia SpA
- Fa parte del Consiglio di Sorveglianza di Mediobanca
- Presidente e Amministratore Delegato Tradim SpA
- Presidente Immobiliare Cascina Rubina Srl.
- avere una partecipazione, attraverso la moglie, in Mediobanca del 3,78%.

A Pavia, è proprietario diretto di 44.000 m2 dell'area ex Snia Viscosa, tramite la società Tradital spa interamente controllata da Risanamento, la sua ammiraglia. In particolare, Tradital è proprietaria degli edifici di archeologia industriale della ex Snia vincolati dal PRG, uno dei quali viene abbattuto, su ordinanza del Sindaco Capitelli, il 25 luglio 2007.

### Dimissioni da Cda di Risanamento
Nel 2008 la crisi che colpisce il sistema bancario e immobiliare impartisce un duro colpo all'equilibrio finanziario del gruppo, molto esposto con le banche ma ricco di un patrimonio immobiliare di grandissimo valore.  Il solo patrimonio francese consiste in dieci palazzi nel cuore di Parigi, nelle vie più prestigiose della città, il cosiddetto Triangle d'Or.
Nel 2009, mentre si sta mettendo a punto un piano di ristrutturazione con le Banche, durante l'estate i pm Laura Pedio e Roberto Pellicano chiedono il fallimento della società. A novembre dello stesso anno il giudice Filippo Lamanna del Tribunale fallimentare di Milano omologa tutti gli accordi di ristrutturazione del debito tra le società del gruppo e le banche creditrici e respinge l'istanza di fallimento della Procura di Milano, ritenendo che la società possa prendere la strada per uscire dalla situazione difficile in cui si trova.
Il 29 luglio 2009, Luigi Zunino deve rassegnare le dimissioni dal consiglio di amministrazione di Risanamento perché inquisito dalla magistratura, dopo aver già rinunciato alla presidenza del gruppo di cui è fondatore. La società annuncia che il Cda di Risanamento, convocato il successivo 3 agosto definirà alcuni aspetti della governance, valutando la cooptazione di un nuovo consigliere. Nella stessa nota si chiarisce che il tutto il Cda potrà però essere rinnovato in occasione della prima assemblea, convocata una volta fissati accordi definitivi con i principali gruppi bancari creditori del gruppo. le Banche creditrici danno il via libera a un piano di salvataggio di Risanamento da 500 milioni: un aumento di capitale complessivo da 150 milioni (130 milioni cash e 20 milioni tramite la conversione di crediti) e un prestito in convertendo per 350 milioni la cui scadenza è indicata al 2014.
Nel 2013, il fondo del Qatar tenta di acquisire attraverso l'advisor Lazar gli immobili parigini di Risanamento ma il fondatore Luigi Zunino, che detiene ancora il 24% della quotata immobiliare,  affiancato dall'avvocato Guido Rossi e dall'advisor Rothschild, si oppone alla trattativa. Il Consiglio di Amministrazione si divide e la proposta non viene accolta. Luigi Zunino manifesta l'intenzione di chiudere la ristrutturazione riacquisendo Risanamento e procedendo a un delisting.
Nell'aprile 2013, fonda una NewCo denominata Oui SpA con la finalità di recuperare il controllo della sua società. Nel giugno 2013 torna in campo con un'offerta comprensiva di Opa su Risanamento. L'imprenditore piemontese ha inviato agli AD delle principali Banche creditrici, Enrico Cucchiani (Intesa) e Federico Ghizzoni (Unicredit) un'offerta vincolante cash per rilevare la quota complessiva dell'87,8% in mano agli Istituti e al Sistema Holding. Zunino offre, attraverso la Oui SpA, 0,25 euro ad azione a fronte di un valore di mercato di 0,23 euro. Ha inizio uno scontro molto duro fra il fondatore di Risanamento e l'Amministratore Delegato Claudio Calabi, ostile al ritorno di Zunino. La sua offerta non viene esaminata dal Consiglio che valuta una serie di offerte alternative per la dismissione del patrimonio francese tra cui quella del Qatar che ha messo da tempo sul tavolo l'offerta non vincolante da 1,15 miliardi per l'intero blocco parigino. Il Consiglio di Amministrazione si spacca nuovamente, nessun accordo viene raggiunto e la società è ferma. Nell'ottobre del 2013 Luigi Zunino al fine di sbloccare la situazione di stallo, si accorda con Qatar holding per una spartizione post Opa del patrimonio francese.
Ma è in arrivo una nuova offerta da parte di Chelsfield Olayan, un'offerta blitz che alza la posta. Nel mese di Gennaio del 2014 spunta il fondo Colony con il patron Tom Barrack. Alleato con Zunino rivedono l'offerta al rialzo. Il gruppo Colony sostiene l'immobiliarista e propone di acquistare subito un immobile parigino, offrendo put and call sul resto dell'asset. Il Consiglio resta diviso, grande tensione all'interno delle banche.
Il mercato scommette su Zunino, Barrack rilancia impegnandosi ad entrare nella Oui SpA. Il Consiglio di Risanamento alla resa dei conti sceglierà l'offerta Chelsfield. Luigi Zunino intraprende una dura guerra legale.